# Torre del Veguer
La Torre del Veguer és una casa fortificada d'origen medieval de Sant Pere de Ribes (Garraf), declarada bé cultural d'interès nacional. Actualment, pertany al marquesat de Ferrer-Vidal.

## Història
La primera constància històrica de l'immoble data de 1318, quan Guillem de Cortei va adquirir el lloc, que prengué el nom de Quadra d'Escortei, on s'escriu que habitaven vuit focs (llars).

### Monestir de Sant Jeroni de Montoliver
Cap a al 1400, Bertran Nicolau va obtenir del papa Benet XIII l'autorització per a fundar un monestir jeroni en la diòcesi de Barcelona. Llavors, el propietari de la Quadra d'Escortei era Genís Almogàver, qui va vendre al prior del Monestir de la Vall d'Hebron la finca amb totes les seves terres i els homes i dones que hi habitaven. El 9 d'octubre de 1413 es va signar el document de fundació del Monestir i Bertran Nicolau el va dotar amb 14.000 lliures, amb la condició que els frares celebressin misses per la seva salvació mentre visqués, i per la seva ànima després de mort. Però aquell lloc no era apte per a la vida cenobítica, per «falta d'aigua i llenya». Per aquest motiu, el 21 d'octubre de 1416 els jerònims van vendre la casa a Blai de Castellet i es van establir a Badalona, on van fundar el Monestir de Sant Jeroni de la Murtra el 1416, de llarga tradició.

### Torre del Veguer
El 1464, va adquirir la finca Gaspar d'Avinyó. El seu descendent Frederic d'Avinyó, va exercir l'ofici de Veguer (representant del comte de Barcelona) al Penedès. Per tal motiu, la casa es coneixeria a partir de llavors com la Torre del Veguer. La seva filla Jerònima es va casar amb Lluís de Vilafranca, quedant la torre en mans dels Vilafranca fins a mitjan segle xix, quan la va adquirir la família Desmassieres i Fernández de Santillana.
El 1883, l'industrial vilanoví Josep Ferrer i Vidal va adquirir la propietat i va realitzar-hi importants reformes, atorgant-li l'aspecte de fortificació que en l'actualitat: va fer aixecar la torre de planta quadrada, merlones, matacanes i torres amb espitlleres en els angles seguint l'estil del neoclàssic. El 1896 es va inaugurar una capella dedicada a Maria Auxiliadora, d'estil neogòtic.
A Josep Ferrer i Vidal el va succeir el seu fill Joan Ferrer-Vidal i Soler, senador i diputat de les Corts, qui va afegir un petit teatre el 1895. A aquest, el va succeir el seu fill Agustí Ferrer-Vidal i Goytisolo; a aquest, la seva filla Elena Ferrer-Vidal Llorens; i finalment, el fill d'aquesta, Joaquim Gay de Montellà i Ferrer-Vidal, propietari en l'actualitat.
La casa sempre a estat lligada a la tradició del cultiu de la vinya, des que la van iniciar els frares Jeronis al segle xv fins a l'actualitat. Els vins de la casa van aconseguir una medalla d'or en l'Exposició Universal de Barcelona de 1888, i el 1930 s'elaboraven vins que s'exportaven a Bordeus. El 1990 es va iniciar un projecte d'elaboració de vins de qualitat, projecte viu en l'actualitat.

## Descripció
Està situat aproximadament a 1 km del palau dels Solers, no gaire lluny de Can Martí. Es tracta d'una construcció aïllada, bastida en la seva major part en el segle xix sobre la base de l'anterior edifici medieval, d'estil eclèctic: torrassa de planta quadrada amb merlets, matacà i petites torres amb espitlleres als angles i capella neogòtica. Es conserven alguns elements originals de la casa forta medieval, així com un claustre del segle xv amb diversos arcs de pedra amb voltes rodones, herència de l'època del monestir jeroni. En l'exterior trobem un gran portaló d'arc de mig punt adornat amb un escut de marbre del segle xvi amb les armes dels Avinyó, i amb sòlids contraforts adossats. A l'interior, tres arcs ogivals en el celler i un arc de mig punt en la cuina, són testimoniatges de l'antiguitat de l'edifici.